# George Leander

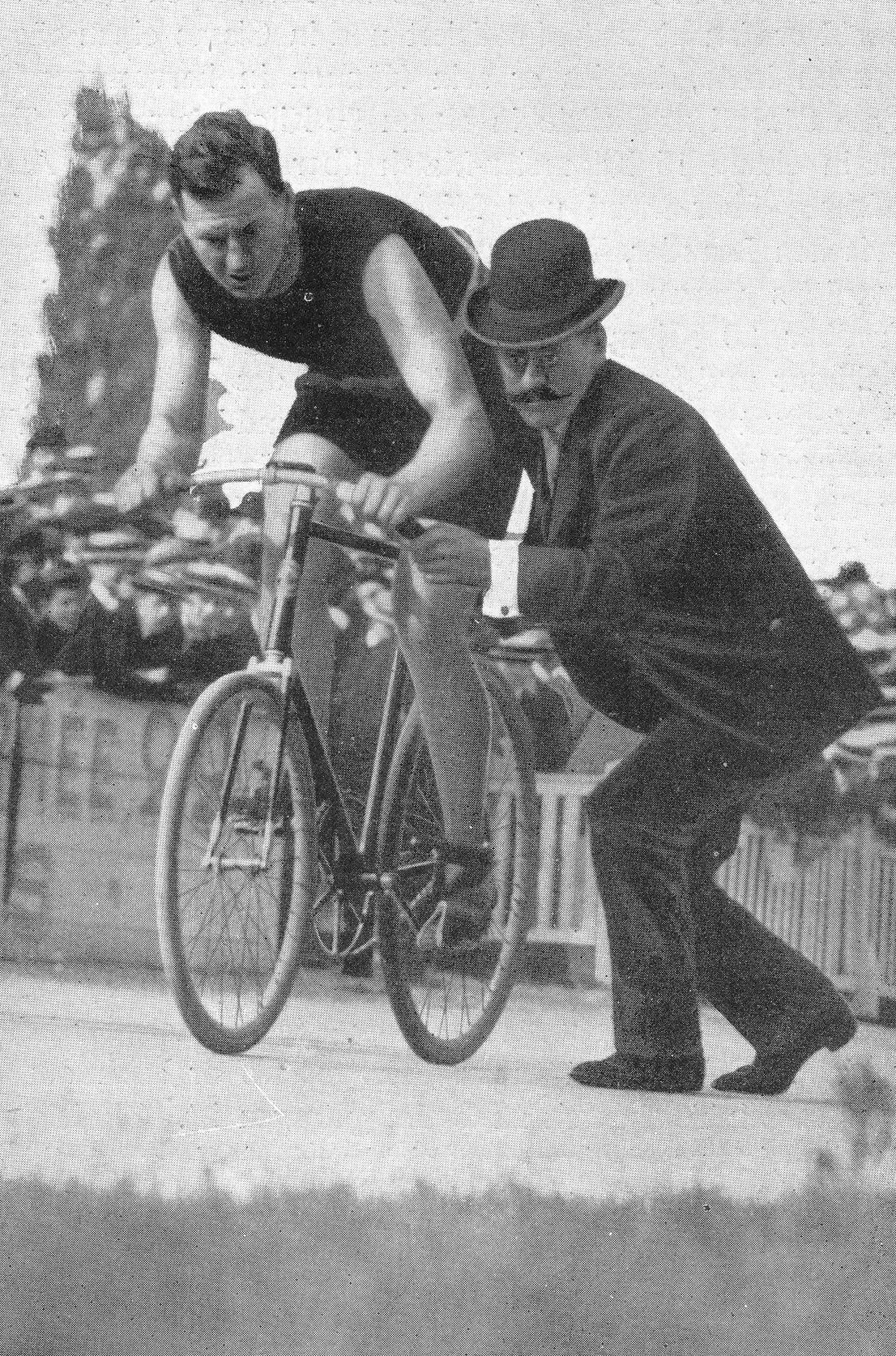
George Leander

George Leander (* 12. Mai 1883 in Chicago; † 23. August 1904 in Paris) war ein US-amerikanischer Bahnradsportler.
George Leander gehörte zur ersten Generation der Sechstagefahrer. 1902 konnte er das Sechstagerennen von New York im Madison Square Garden gemeinsam mit Floyd Krebs gewinnen; im Jahr darauf wurde er dort Zweiter mit Nat Butler hinter Robert Walthour und Ben Munroe. 1901 wurde er US-amerikanischer Meister der Steher. Das Sechstagerennen von Boston im Dezember 1901 verlor Leander nach hartem Kampf mit weniger als einer Radlänge gegen Floyd MacFarland. MacFarland, wegen seines hitzigen Temperaments berüchtigt, war trotz seines Sieges erbost darüber, dass Leander habe ihn angeblich auf der letzten Runde behindert habe und stürzte sich auf diesen. Es kam zu Handgreiflichkeiten mit mehr als 200 Beteiligten, die erst von der Polizei mit Schlagstöcken beendet werden konnten. Die „Boston Globe“ schrieb über die Schlägerei: „Guns were left in the office, but fists were good, as were handlebars, clubs and sections of the training stands.“
Aufgrund seiner großen Erfolge in den USA wurde Leander im Sommer 1904 für Rennen in Europa verpflichtet und konnte auch dort mehrere gewinnen. Am 21. August startete er bei einem Steherrennen im ausverkauften Prinzenparkstadion in Paris vor 20 000 Zuschauern gegen seinen Landsmann Walthour und den Franzosen Eugenio Bruni. Nach zehn Kilometern wurde das Rennen abgeläutet, da am Anzug seines Schrittmachers zwei Knöpfe abgesprungen waren. Zunächst waren Walthour und Leander darüber so empört, dass sie nicht weiterfahren wollten, ließen sich aber dann doch überreden. Im weiteren Verlauf des Rennens stürzte Leander, nachdem er von der Rolle der Schrittmachermaschine abgekommen war, kopfüber auf die Bahn. Zwei Tage später starb er in einem Pariser Krankenhaus.
Leander wird als groß gewachsen, gut aussehend und „imposant“ beschrieben, sein Beiname lautete „The Windy City Fat Boy“. Geboren wurde er in eine Familie mit acht Geschwistern, sein Vater begründete eine Druckerei, die noch heute besteht.